# 同笵鏡論・伝世鏡論
同笵鏡論・伝世鏡論（どうはんきょうろん・でんせいきょうろん）とは、小林行雄が1955年に発表した考古学の学説。古墳から出土する銅鏡を根拠として古代政治史を考察した当時としては画期的な学説で、その後の考古学と古代史学に大きな影響を与えた。ただし研究の深化により、2020年代現在では小林説をそのまま支持する研究者はいない。
同笵鏡とは狭義には同じ鋳型を用いて鋳造した鏡、広義には同一文様の複製鏡を含む鏡で、伝世鏡とは製作年代から副葬年代まで大きな差がある鏡である。小林は1955年に『古墳の発生の歴史的意義』と題した論文を発表。そのなかで古墳の造営が始まる時期に同笵鏡と伝世鏡が一緒に副葬されたことに着目し、祭祀に用いる宝鏡の保有（伝世鏡）が首長権の象徴だった弥生時代から、同笵鏡の分与（外的承認）による男系世襲制の貴族が成立した古墳時代への政治的な転換があったとした。そして承認を与えたのが邪馬台国の後裔たる大和政権としたうえで、鏡の分布からその勢力範囲が畿内から西日本（3世紀末）・東日本（4世紀以降）へ拡大していく様子を復元した。

## 要旨

### 背景
古墳時代前期では、古墳に大量の銅鏡を副葬することが少なくない。特に魏晋鏡とされた舶載三角縁神獣鏡は数が多く、近畿を中心として分布が広がることから邪馬台国畿内説の根拠のひとつとなっていた。一方で同じ古墳から、さらに古い後漢鏡が共伴することもあり、1920年代ごろには古墳時代の始まりを2世紀まで遡らせる説もあった。石清尾山古墳鶴尾神社四号墳出土鏡を調査した梅原末治は、1933年に伝世鏡の存在を発表し、銅鏡を指標とした古墳編年に異議を唱えた。これにより古墳時代の開始時期に関心が集まるようになった。
太平洋戦争後の古代史の研究では、文献史学が『日本書紀』に対する史料批判を行うようになり、実在する天皇は崇神天皇以降で、かつ男系であるという考えが広まりつつあった。それに対して考古学は器物の文化的側面、あるいは当時の暮らしや墓制などの研究しか出来ないという評価に留まっていた。

### 小林の研究
小林は1947年に紫金山古墳、1950年に一貴山銚子塚古墳、1953年に椿井大塚山古墳の発掘に関わる中で、古墳から出土する銅鏡について研究を始める。そして銅鏡のなかでも古墳築造より古い伝世鏡が特別な扱いで副葬されていることと、古墳築造と同時代の三角縁神獣鏡の同笵鏡が椿井大塚山古墳を核として地方に分有されていることを根拠に、新しい古代史像を描き出した。

#### 伝世鏡論
小林は、鏡が日本古来の信仰と分かちがたい関係にあったとした上で、古墳に副葬された伝世鏡は弥生時代に祭祀に用いられ、司祭的首長に相続された特別な宝鏡であったとした。その上で伝世鏡が古墳に副葬された理由について「首長の権威を伝世鏡によって宗教的に保証する必要なくなったため、司祭的首長の死と共に副葬された」とした。そして、伝世鏡に代わって首長に権威を付与したのが外的承認であり、首長権の男系世襲（貴族）の発生、および古墳築造の始まりなどの社会的な変化と関連付けた。

#### 同笵鏡論
さらに、椿井大塚山古墳から出土した32面をこえる三角縁神獣鏡のうち、17種22面の同笵鏡が全国19基の古墳から出土している事実を挙げて、椿井大塚山古墳の被葬者から各地の首長へ分与が行われたとした。その上で、同笵鏡の存在を古墳時代の近畿中枢勢力と地方勢力の結びつきを示すものとし、同笵鏡の分与（=古墳築造）の始まりと共に、中央の大和政権と地方の県主的首長の従属関係が成立したと結論付けた。

#### 邪馬台国近畿説への影響
また、古墳時代の銅鏡が畿内から列島各地に分与されていたことは、それ以前にも畿内に有力な勢力があったことを意味すると推測し、一方で弥生時代の鏡の分布は北部九州に集中して出土するが他の地方への分与がみられないことから、邪馬台国九州説に異議を唱えた。

#### その他の副次的な影響
小林は、文献史学の影響から古墳時代の親族関係を父系と捉えていた。そのため女系である卑弥呼（247年没）の邪馬台国を古墳時代よりも古い時代と考え、古墳時代の開始年代を3世紀末前後とした。これにより古墳時代の開始は4世紀とする認識が長く定着することになった。

## 評価と影響
同笵鏡論と伝世鏡論は、考古学が文献史学に肩を並べて歴史・政治史について論じることができる事を明らかにした点で画期的であり、考古学の地位を大いに高めて影響を与えた。特に同笵鏡論は、文化人類学で1970年代に提唱された威信財論を先取りした研究と評価されている。
同笵鏡論と伝世鏡論以降、現在に至るまで考古学では銅鏡などの遺跡を対象として古代政治史について研究が重ねられるが、それらの研究によって同笵鏡論と伝世鏡論は批判を受け、当初の内容のままで支持される事は無くなっている。一方で、近畿地方を中心とした古墳時代の始まりと、地方の政治的な関係性を体系的に説明する枠組みは現在でも強い影響力を持っている。

### その後の研究
伝世鏡論の根拠となった伝世鏡の中には、弥生時代から伝わる漢鏡ではなく後世に鋳造された新しい鏡が含まれていることが指摘されるようになった。そのため小林が主張した「弥生時代から宝鏡が西日本を中心にひろく伝世した」という点は否定されている。また銅鏡の保有主体も小林が想定していた司祭者個人とする説は否定され、替わりに近畿中枢勢力や地方の首領墓を造営した有力者集団などが保有したとする説が挙げられている。さらに森下章司によって提唱された「製作年代と廃棄・埋納・副葬年代に1様式以上の開きがあるものを長期保有」とする定義が定着し、「伝世鏡論」ではなく「保有論」の用語が定着した。
同笵鏡論については、黒塚古墳や桜井茶臼山古墳から大量の銅鏡が出土したことなどから、小林が想定した椿井大塚山古墳の被葬者を比類なき配布者とする考えは成立しなくなっている。しかし、銅鏡の配布を通じて畿内の中央勢力と地方勢力が政治的に結びつきを持ったとする大枠については、現在でも有効な説と考えられている。銅鏡を配布する機会について、小林は中央から派遣された使臣が地方へ宣撫したとき（下向型）を想定していたが、2020年現在は何らかの機会に地方豪族が中央に参集するとき（参向型）を想定する研究者が多く、その機会については近畿中央勢力あるいは地方首長の代替わりが推測されている。
その他、古墳時代の親族関係については、出土人骨の研究により古墳時代前半までは双系だったことが定説になっており、父系化は5世紀後半以降と考えられている。古墳時代の開始時期については、銅鏡の編年研究やAMS年代測定法により、3世紀中頃とする年代観が定着しつつある。また近畿の弥生社会から古墳社会へ発展したとする説については、2000年代に至って溝口孝司らが弥生社会とは不連続な形で古墳社会の秩序が現れたとする新説を提唱している。